# Clitocybe odora
Clitocybe odora (Pierre Bulliard, 1784 ex Paul Kummer, 1871) sin. Clitocybe virens (Giovanni Antonio Scopoli, 1772  ex Pier Andrea Saccardo, 1887), este o specie de ciuperci comestibile din încrengătura Basidiomycota în familia Tricholomataceae și de genul Clitocybe. Ea este numită în popor anasonul cenușăresei. Acest burete este o specie saprofită care crește de obicei sociabil în grupuri și se poate găsi în România, Basarabia și Bucovina de Nord destul de des printre frunzele căzute în păduri de foioase precum în cele de conifere și la marginea lor. Apar de la câmpie la munte, din iulie până în noiembrie, chiar decembrie, până la primul ger.

## Istoric

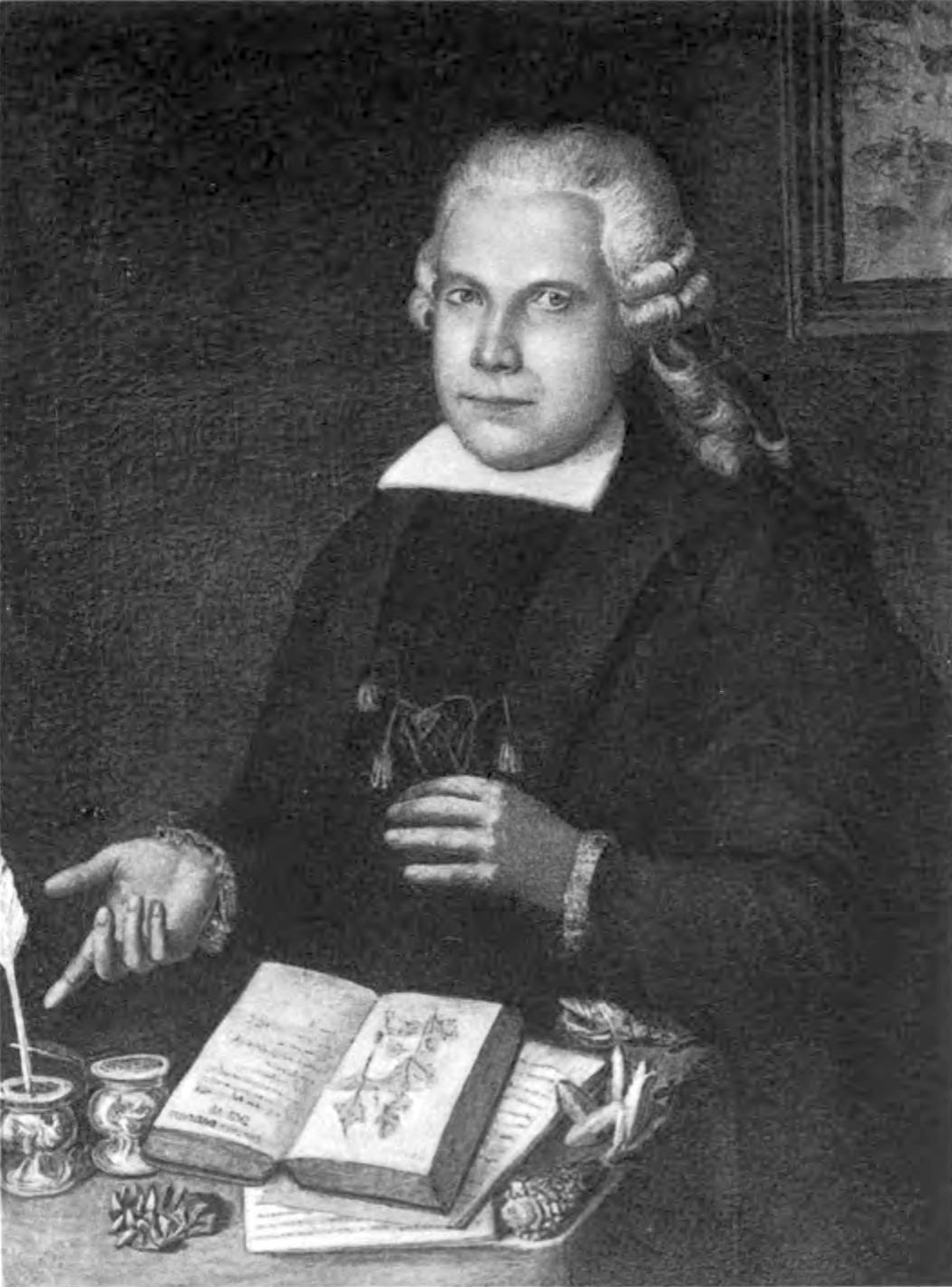
G. A. Scopoli

Specia a fost descrisă pentru prima dată ca Agaricus virens de micologul italian Giovanni Antonio Scopoli în volumul 2 al operei sale Flora carniolica exhibens plantas Carnioliae indigenas din 1772 și transferată corect sub taxonul Clitocybe virens de către micologul italian Pier Andrea Saccardo, de verificat în volumul 5 al marii sale lucrări Sylloge fungorum omnium husque cognitorum din 1887.
Deci denumirea lui Scopoli este cea mai veche, una altă a fost hotărâtă nume binomial, fiind valabilă până în prezent (2018), anume Agaricus odorus al micologului francez Pierre Bulliard din volumul 4 al operei sale  Histoire des plantes vénéneuses et suspectes de la France din 1784 și redenumită de micologul german Paul Kummer în cartea sa Der Führer in die Pilzkunde: Anleitung zum methodischen, leichten und sicheren Bestimmen der in Deutschland vorkommenden Pilze mit Ausnahme der Schimmel- und allzu winzigen Schleim- und Kern-Pilzchen („Ghid pentru știința micologiei, fără ciupercuțe de mucegai și prea mici mucoase și nucleici”) din 1871.
Numele dat de Scopoli/Saccardo mai este folosit din când în când, spre deosebire de celelalte încercări de redenumire, care, deci acceptate sinonim, sunt neglijabile.

## Descriere

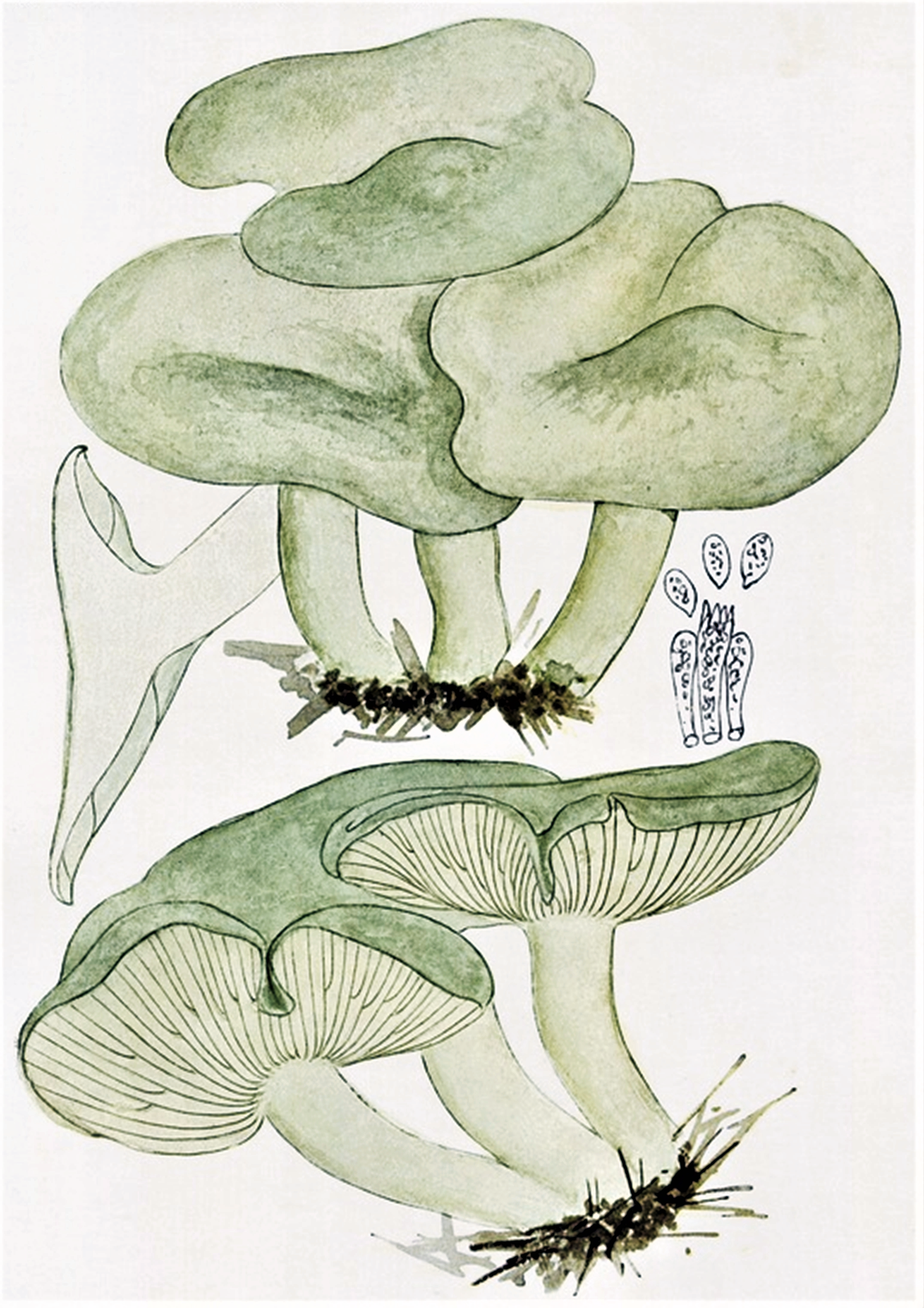
Bres.: Clitocybe virens

- Pălăria: are un diametru de 4-10 cm, este destul de cărnoasă, inițial convexă cu marginea răsfrântă în jos, apoi plată, repede adâncită în mijloc, prezentând adesea un gurgui central signifiant, marginea fiind atunci ondulată, câteodată cu rupturi. Cuticula este inițial mătăsoasă, mai târziu netedă. Coloritul este de obicei gri-verzui, în tinerețe chiar albăstrui, dar există și o formă albă. Mai departe, se arată mai închis la umezeală și mai deschis la secete precum albicios-maroniu, albicios-verzui sau cu diferite nuanțe de gri la bătrânețe.
- Lamelele: sunt destul de aglomerate și late, slab decurente sau aderente la picior, cu lameluțe intercalate, parțial bifurcate și de culoare mai deschisă ca pălăria, slab ocru-verzuie până galben-maronii, tinere chiar albicioase precum la forma albă de aceiași culoare cu pălăria.
- Piciorul: are o înălțime de  4–7 cm și o lățime de 0,7-1,2 cm, este neted, la început brumat, rezistent, cilindric și nu rar puțin îndoit, în partea inferioară puțin îngroșat un pic ca o măciucă, la început plin apoi gol în interior, prezentând un fetru micelian gros și alb la bază. Coloritul poate fi murdar albicios sau slab albastru-verzui, adesea parțial cu nuanțe maronii sau îngălbenind (nu la forma albă). Tija nu are inel.
- Carnea: este palid verzuie (respectiv albă), destul de cărnoasă, higrofilă, moale în pălărie, dar destul de consistentă în picior. Mirosul dulceag este puternic de  anason, mai ales în stadiu tânăr al buretelui, iar gustul plăcut și aromatic.
- Caracteristici microscopice: are spori slab elipsoidali, ușor în formă de picătură, netezi, hialini (translucizi), neamiloizi (nu intră în reacție cu iod), având o mărime de 6-7 x 3-4 (5) microni. Pulberea lor este crem-rozalie (respectiv albă).[3][5][10]
- Reacții chimice: Carnea buretelui se colorează cu tinctură de Guaiacum încet albastru-verzui închis.[11][12]

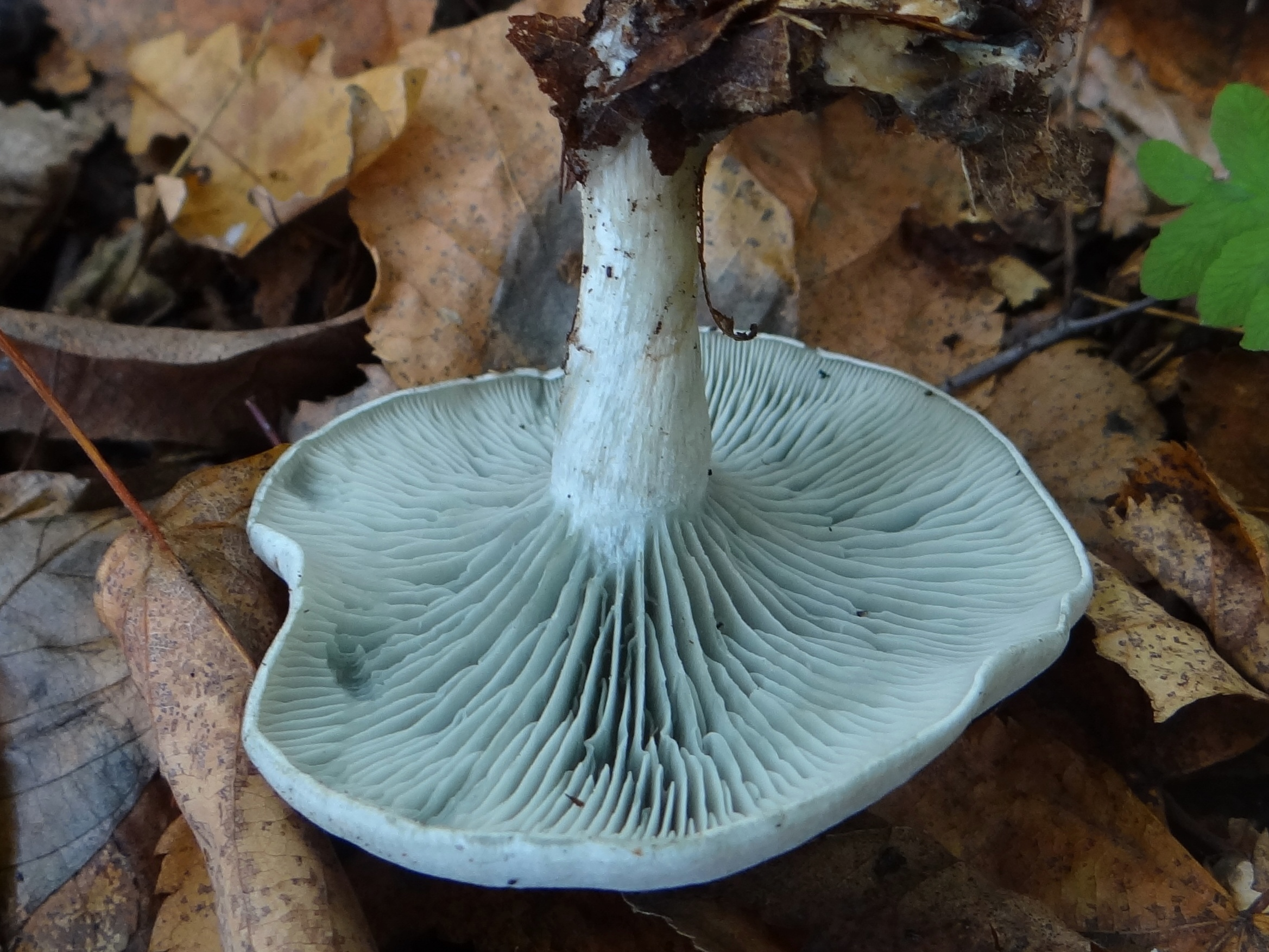
C. odora, lamele și picior
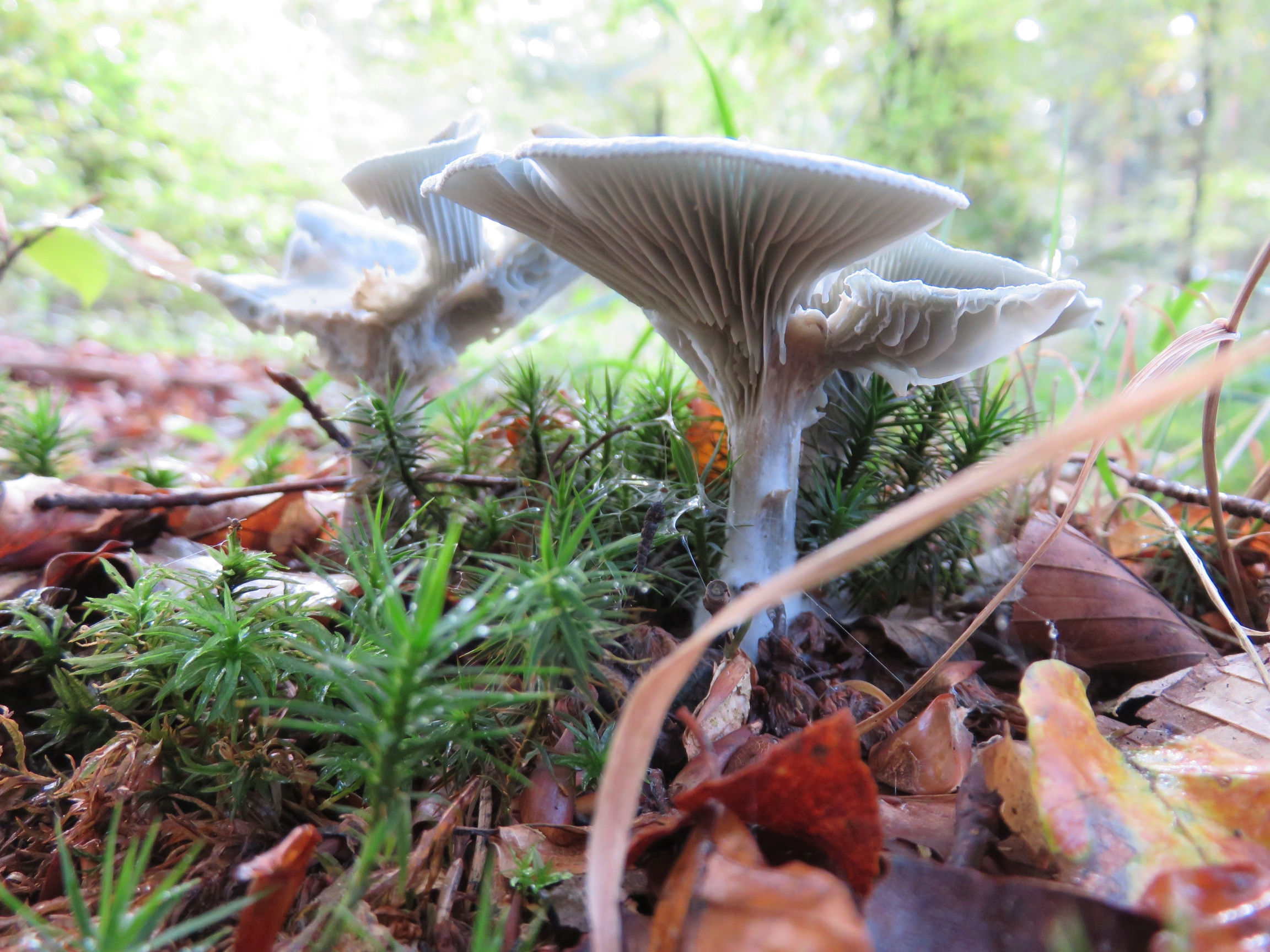
C. odora, aspect lateral
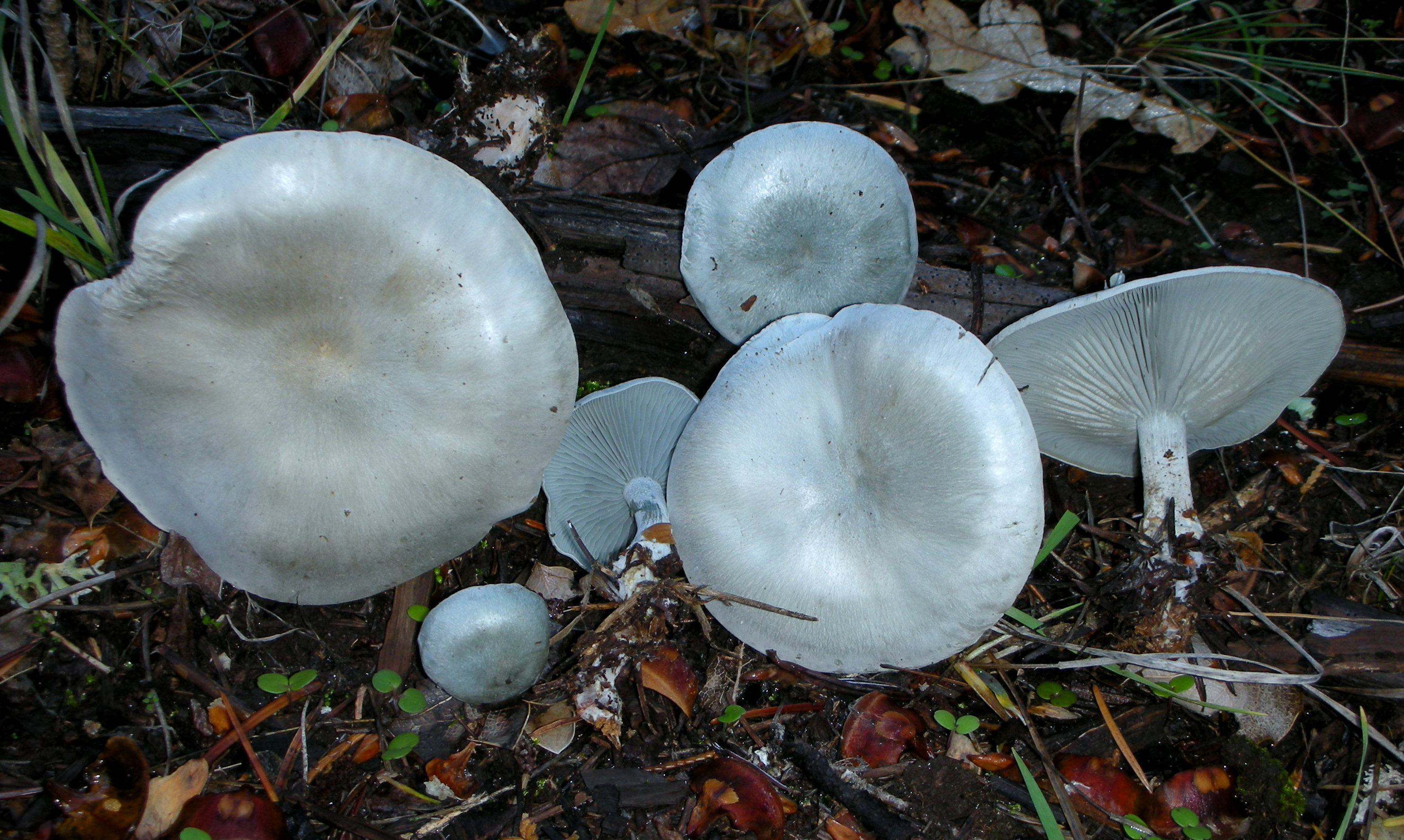
C. odora mai tinere
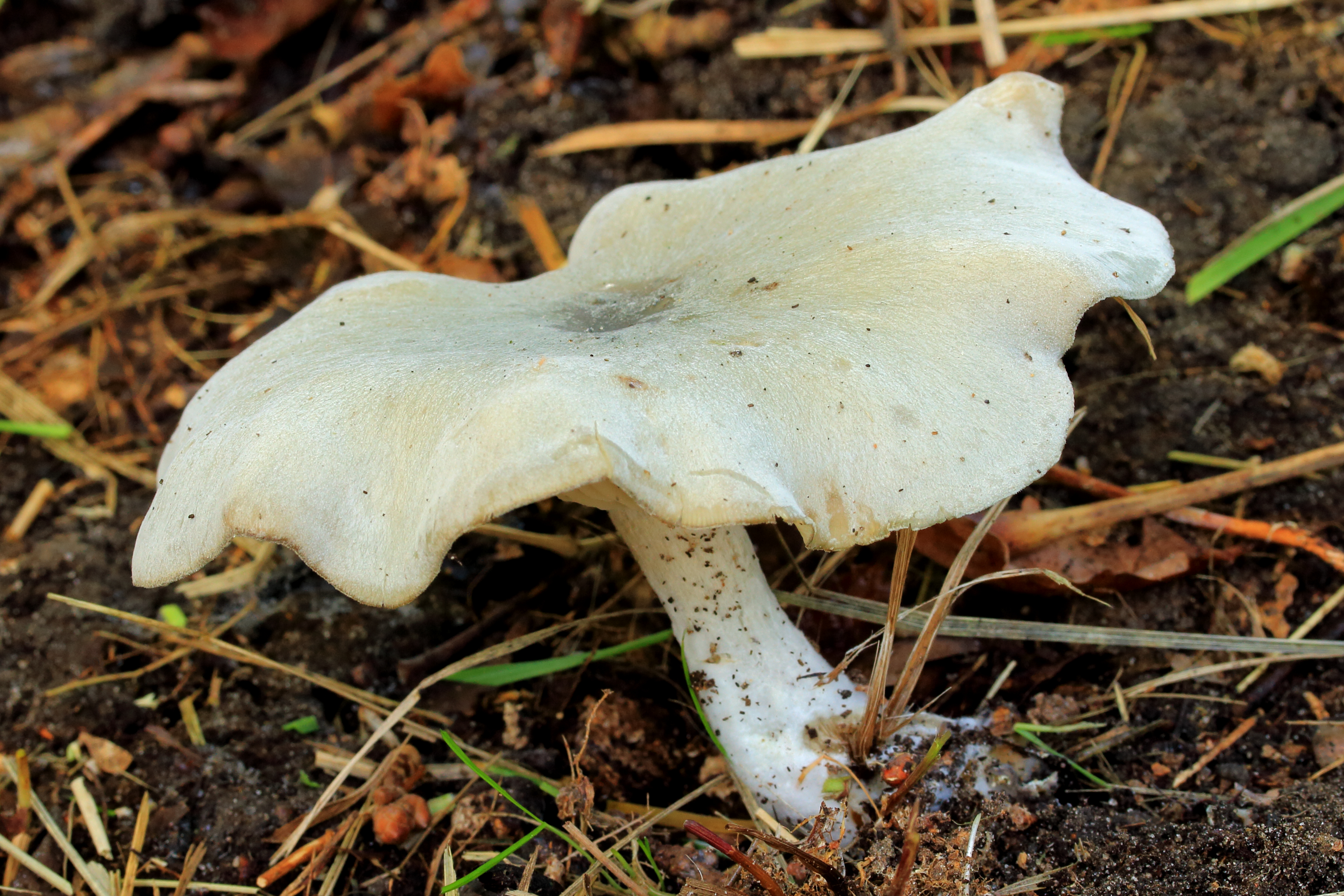
C. odora bătrân
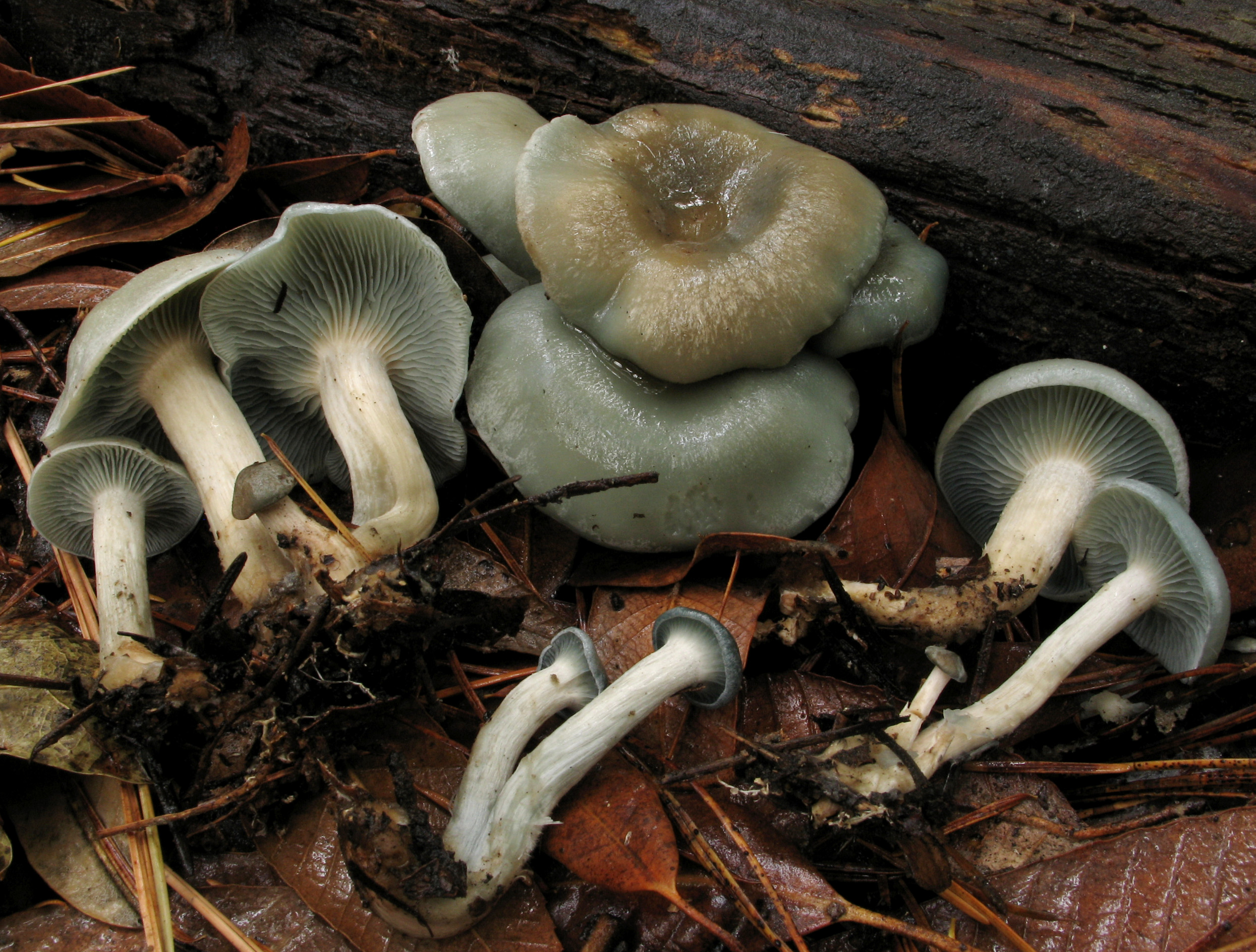
C. odora la umezeală
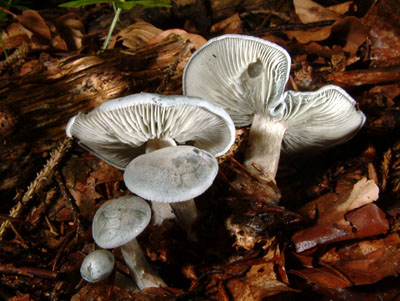
C. odora, formă albă

## Confuzii
Datorită variații albe, această ciupercă poate fi confundată cu multe alte soiuri comestibile până letale cum sunt: Clitocybe amoenolens – fără imagine (letal, cuticula de colorit mai brun-roz, lamelele foarte asemănătoare, miros puternic de iasomie, pere coapte sau viorele, nu de migdale), Clitocybe clavipes sin. Ampulloclitocybe clavipes (comestibil, dar otrăvitor cu alcool, miros de ciuperci, slab fructuos), Clitocybe dealbata (letal, mai mic cu un diametru de 2,5-5 cm, nu crește în păduri, miros de faină), Clitocybe fragrans (otrăvitor, foarte asemănător cu referire la amplasament și miros, dar mai mic cu un diametru de 3-6 cm), Clitocybe geotropa (comestibil, mai mare, miroase asemănător), Clitocybe metachroa (necomestibil, crește numai în păduri de conifere, carne foarte fibroasă și elastică, miros pământos, nu de anason), Clitocybe phyllophila  sin. Clitocybe cerussata (letal, se  dezvoltă numai în păduri de foioase, miros dulcișor în tinerețe), Clitocybe rivulosa (letal, ceva mai mic cu un diametru de 2-7 cm, nu crește în păduri, nu miroase de anason). Clitocybe sinopica (comestibil), Clitocybe squamulosa (comestibil), Clitopilus prunulus (comestibil), Lepista flaccida sin. Clitocybe flaccida (comestibil), Lepista gilva (comestibil, mai mare, cu pete apoase pe pălărie), Stropharia aeruginosa (comestibil, pălărie scămoasă mai ales pe la margine, fără miros de anason) sau Stropharia caerulea (comestibil, pălărie scămoasă mai ales pe la margine, mai violet-albăstriu, fără miros de anason).
Ciupercile mai mici albe sunt aproape întotdeauna periculoase! Începători ar trebui să evite mereu ciupercile albe de genul Clitocybe!

## Specii asemănătoare în imagini

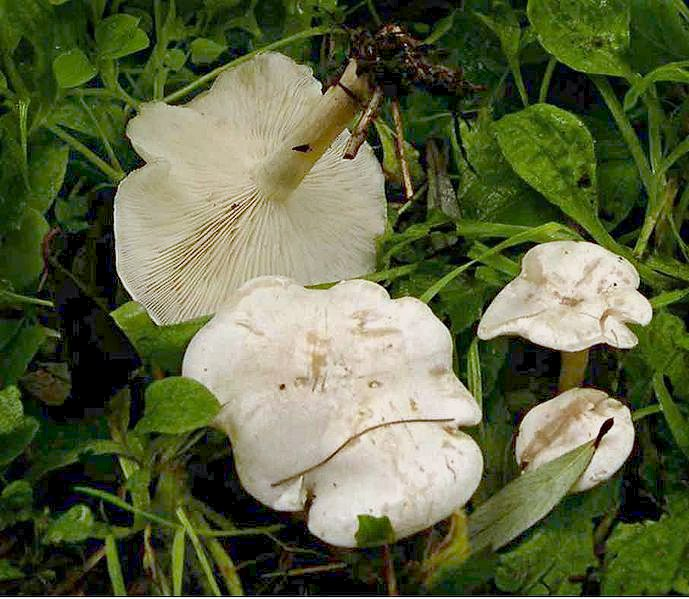
!!!Clitocybe dealbata!!!
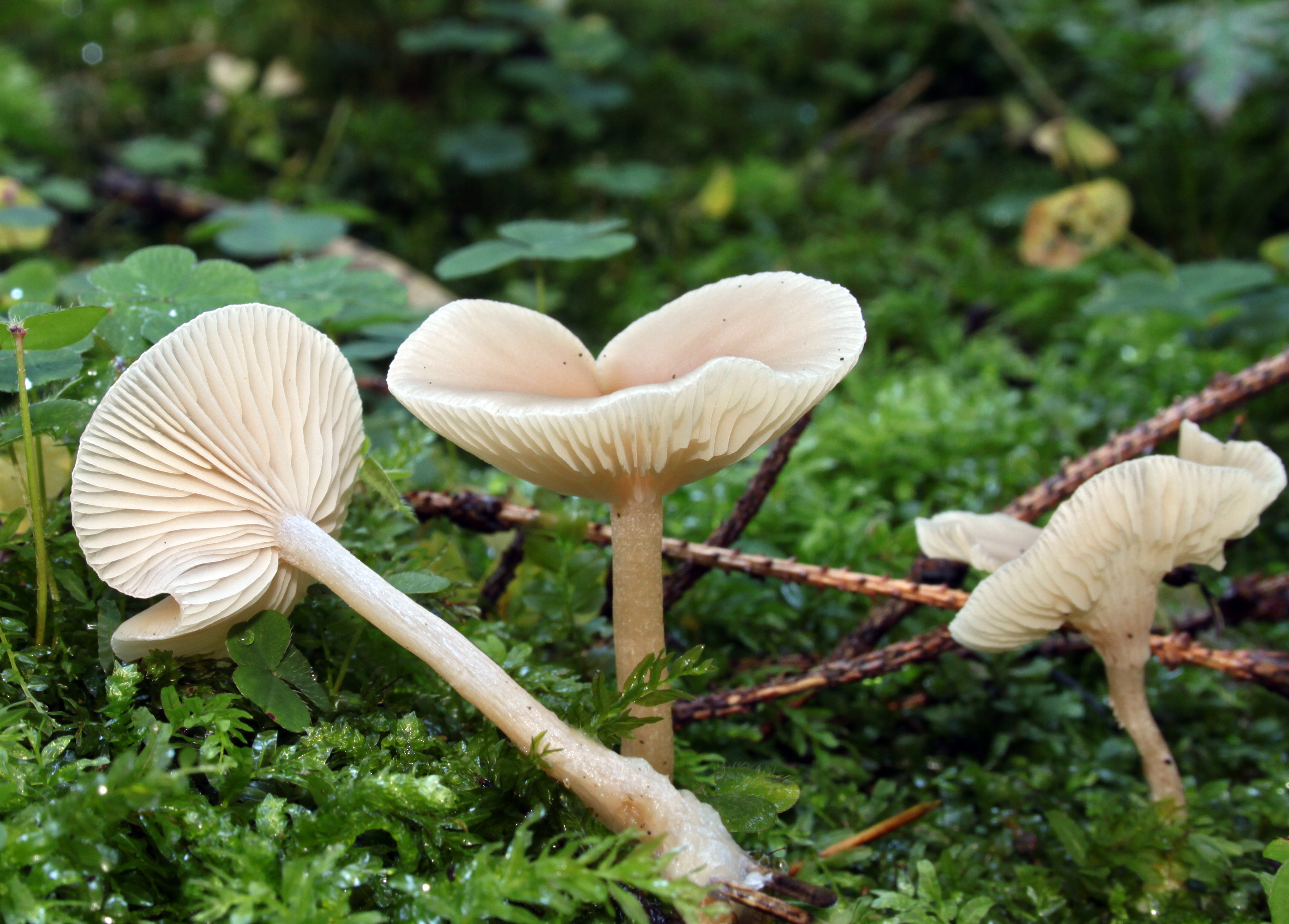
!!Clitocybe-fragrans!!
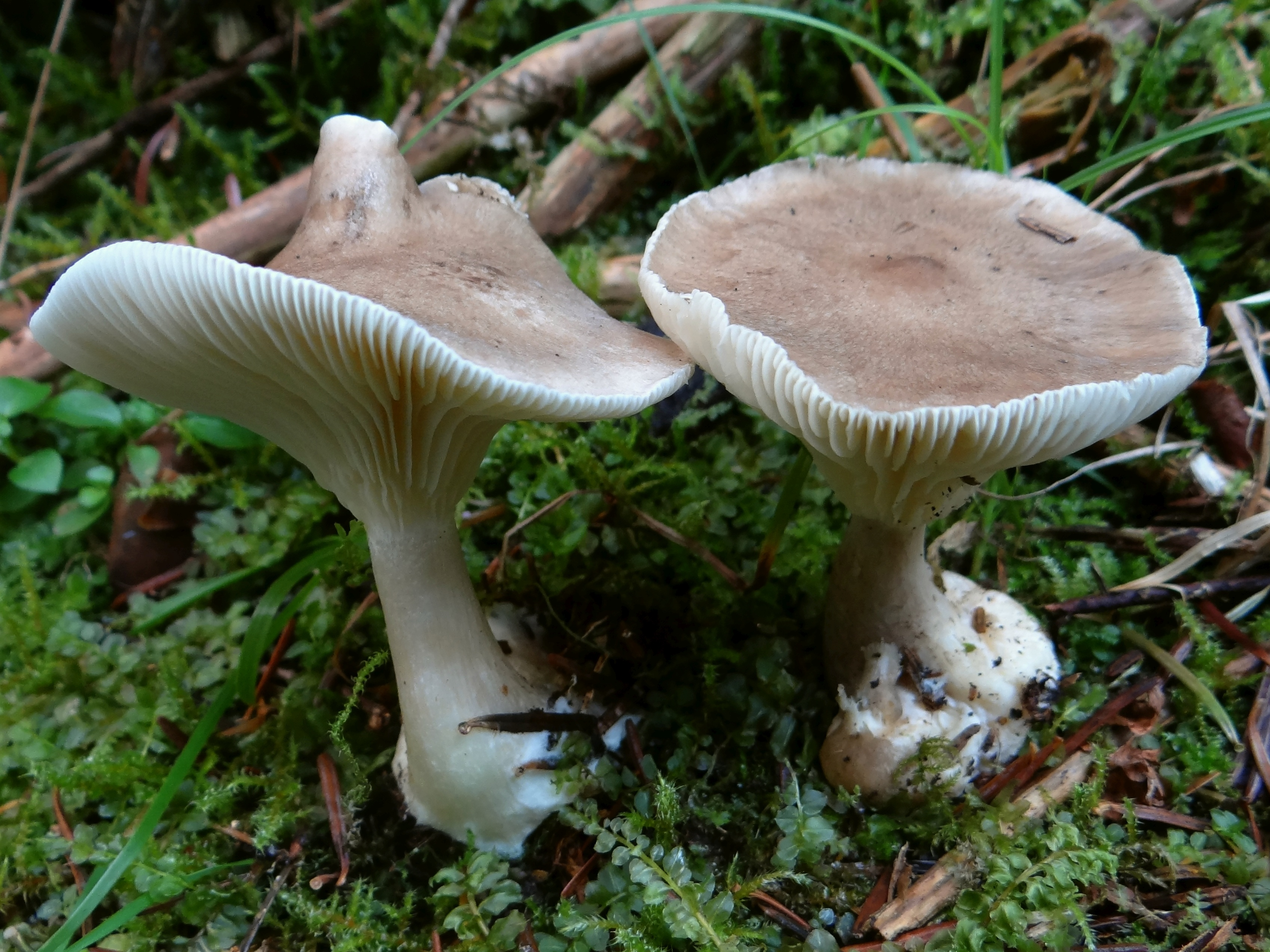
!Clitocybe clavipes sin. Ampulloclitocybe clavipes!
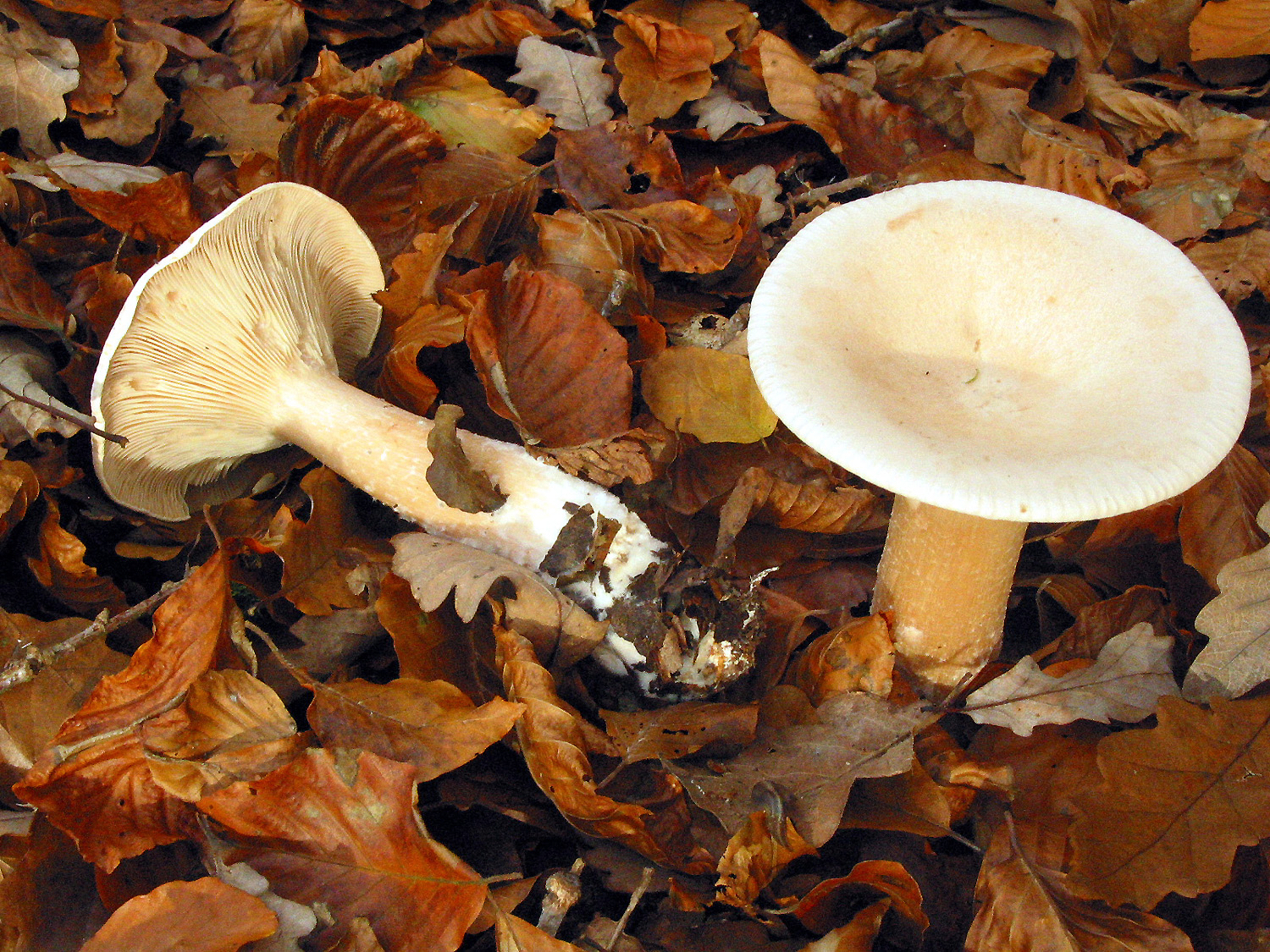
Clitocybe geotropa
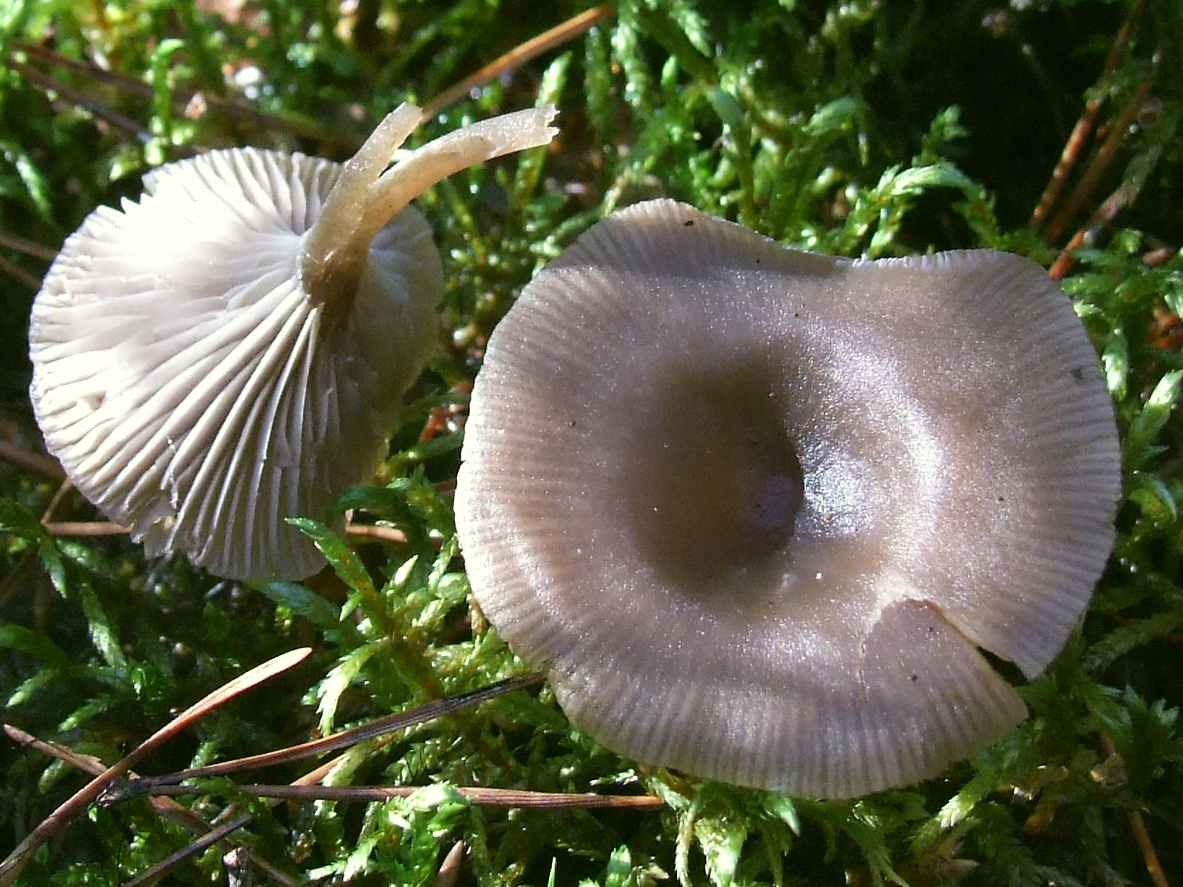
!Clitocybe metachroa!
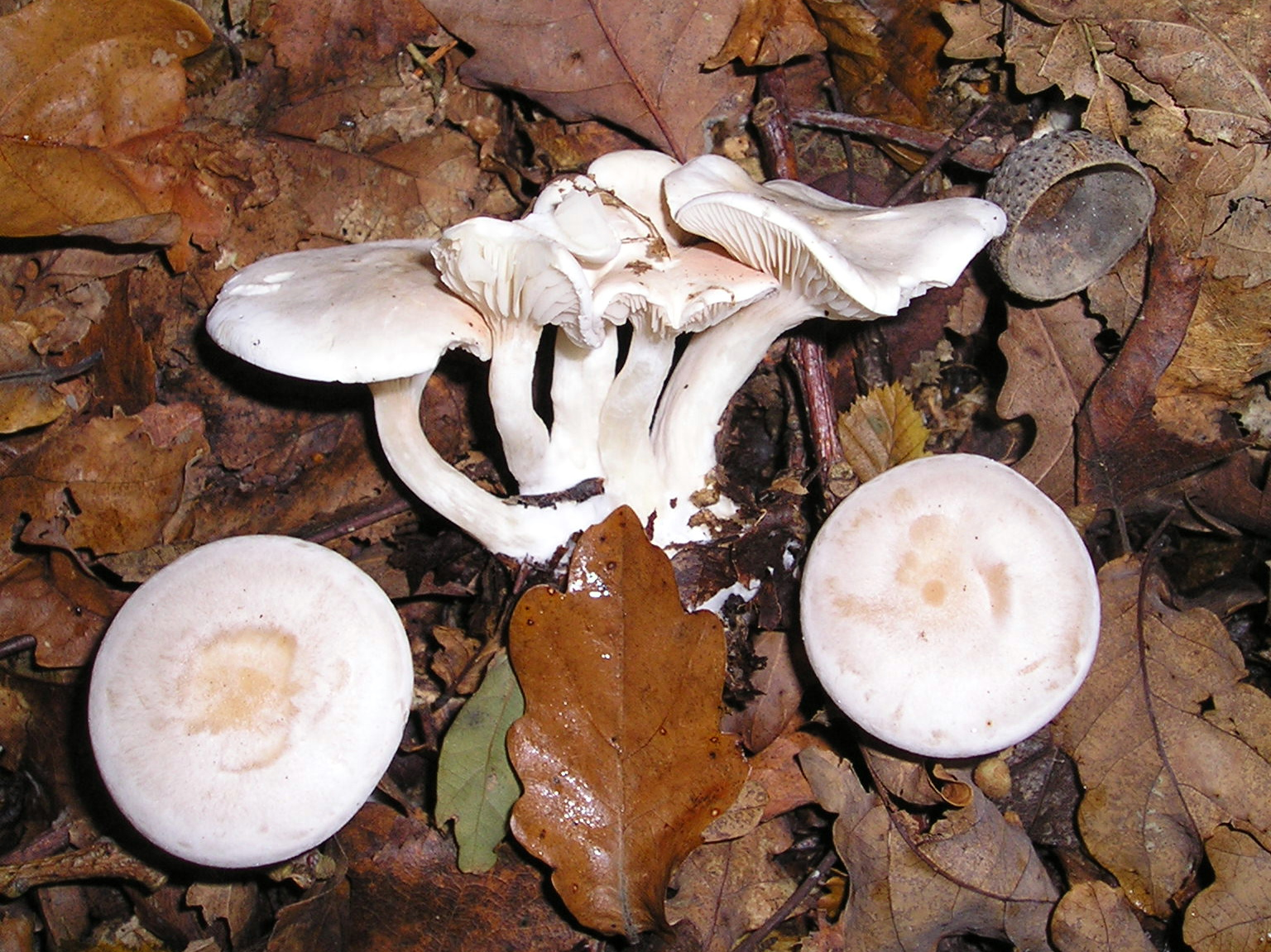
!!!Clitocybe phyllophilla sin. cerussata!!!
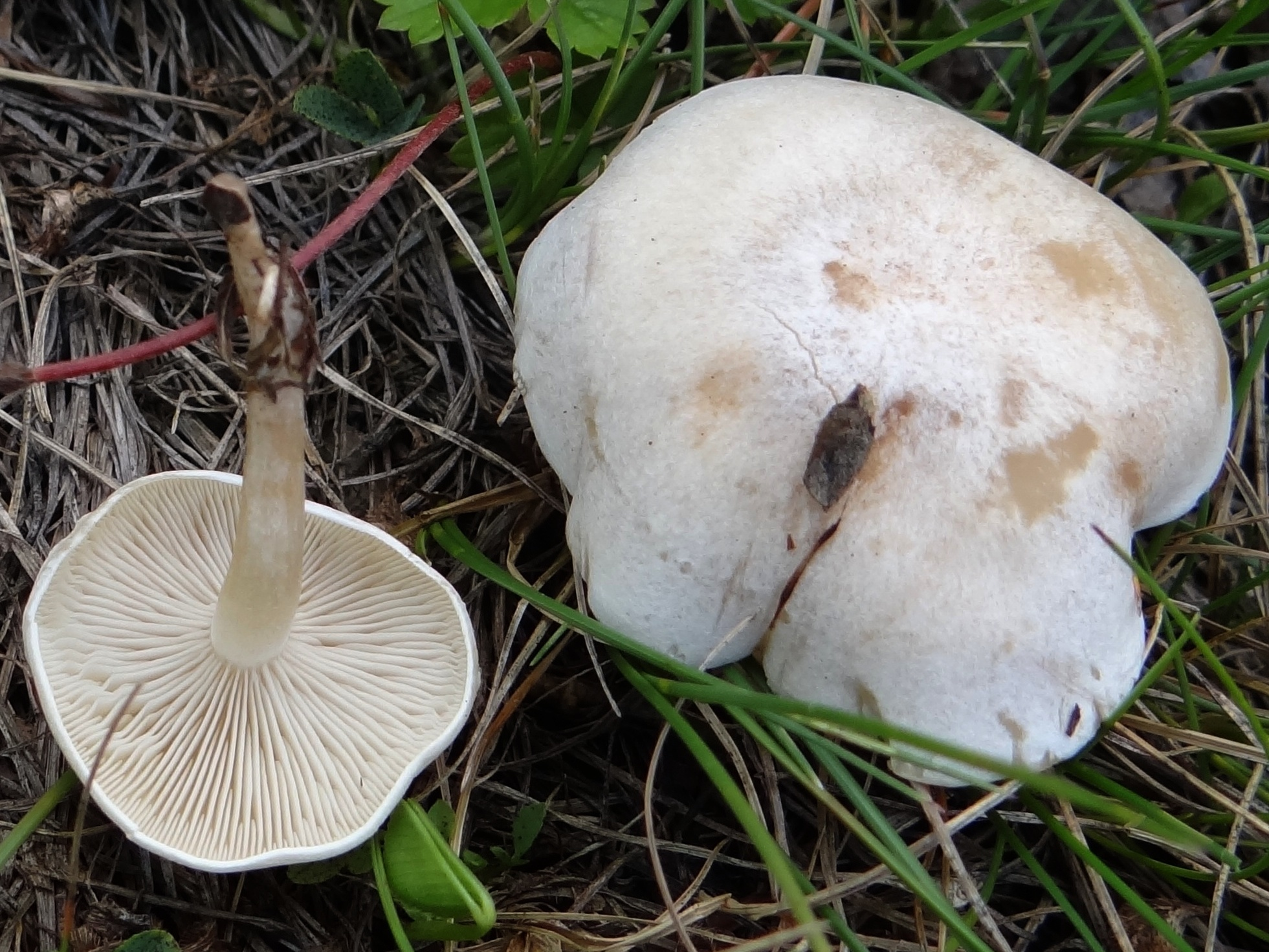
!!!Cllitocybe rivulosa !!!
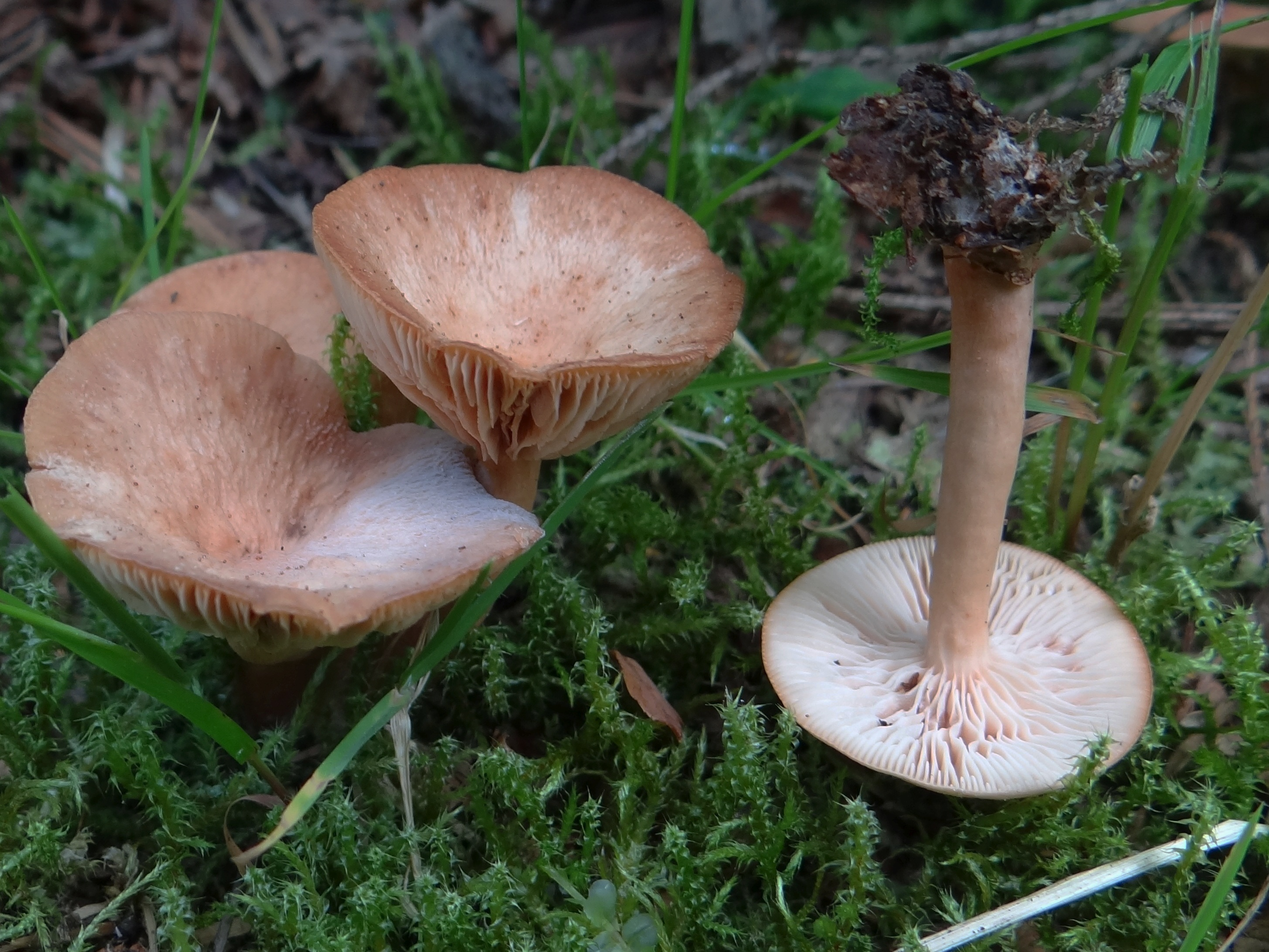
Clitocybe sinopica

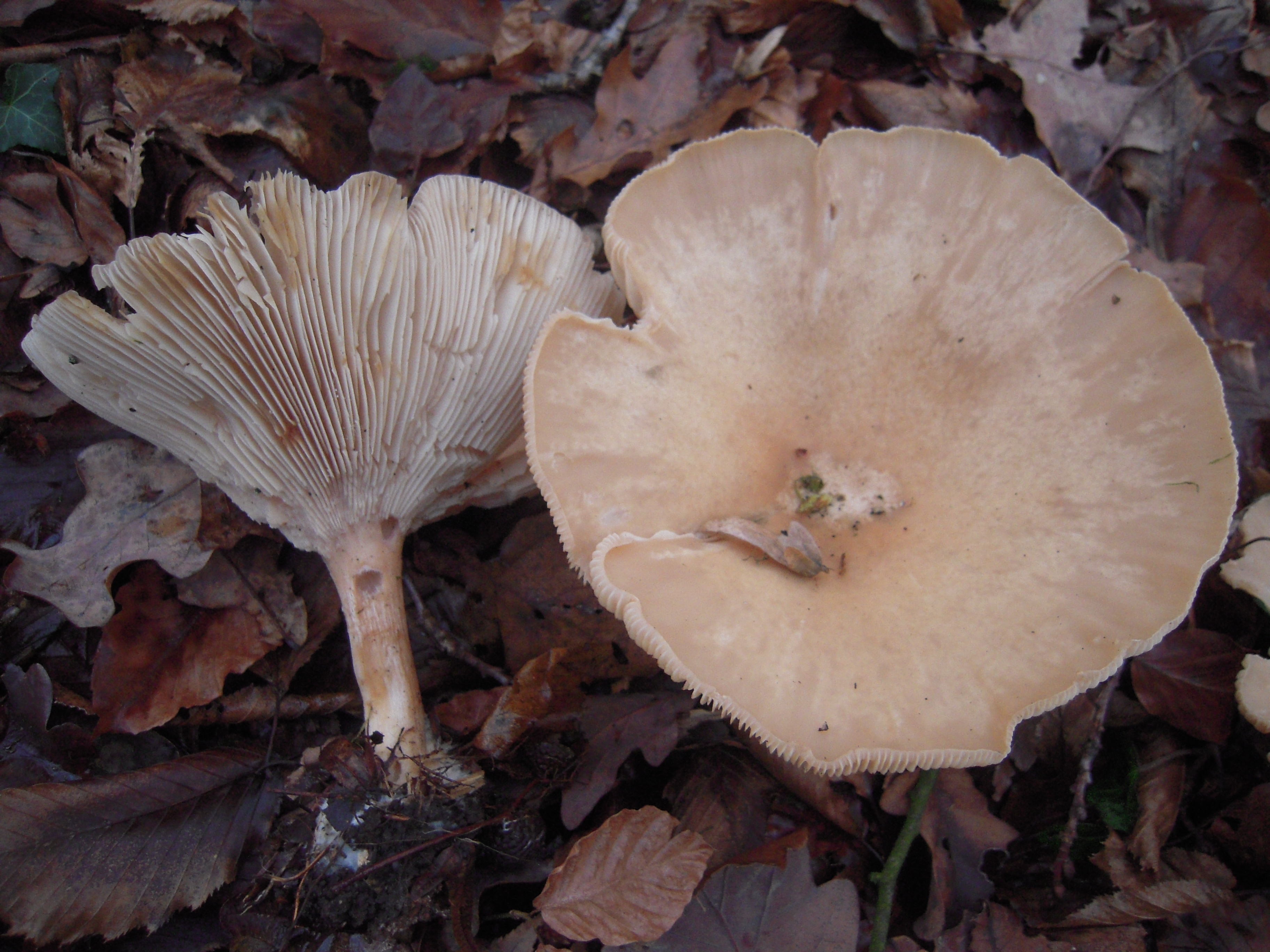
Clitocybe maxima
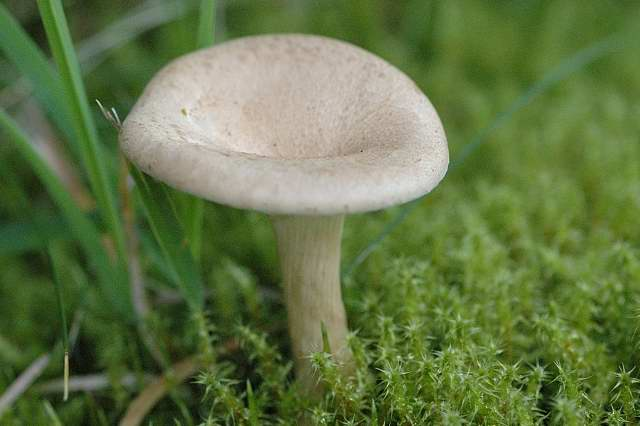
Clitocybe squamulosa
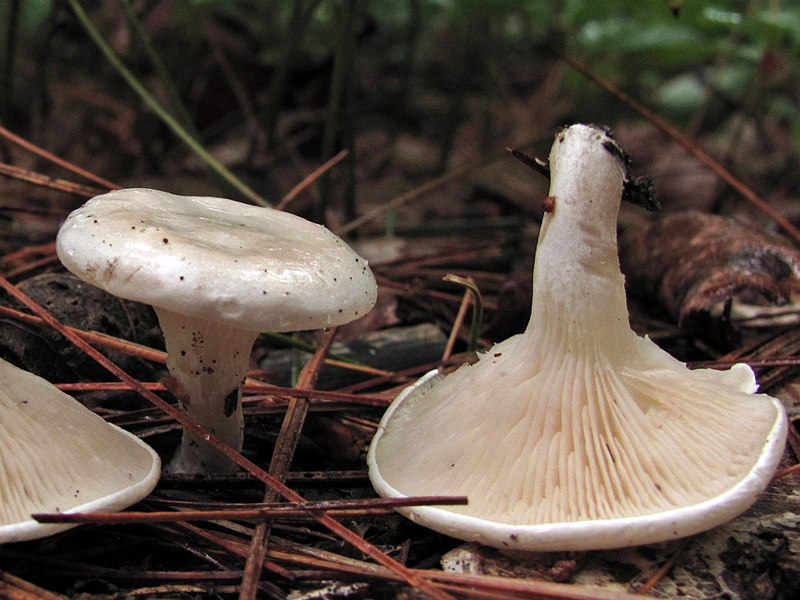
Clitopilus prunulus
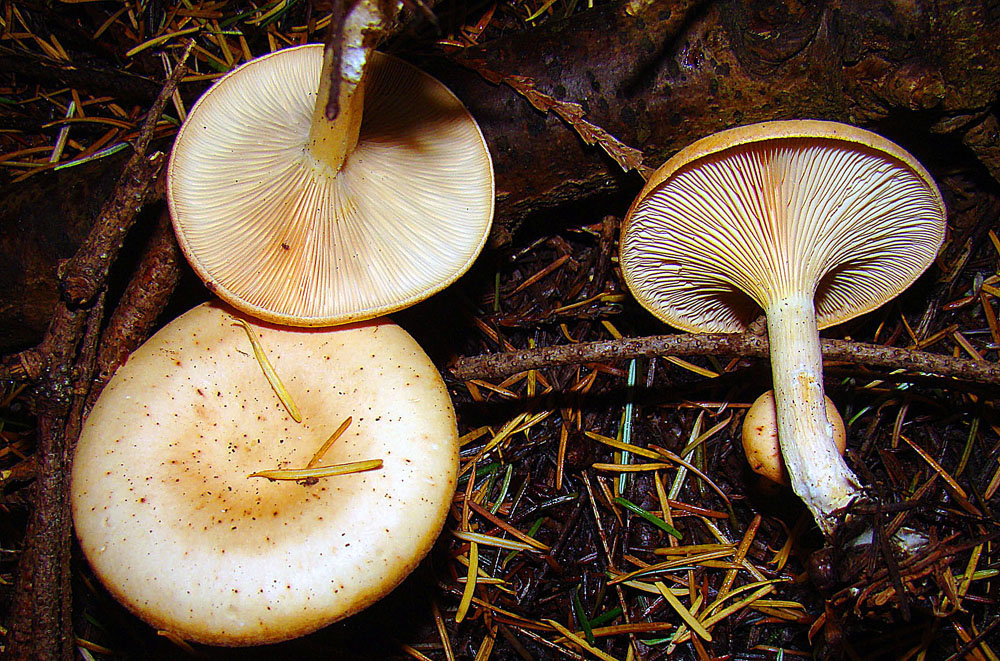
Lepista sin. Clitocybe flaccida
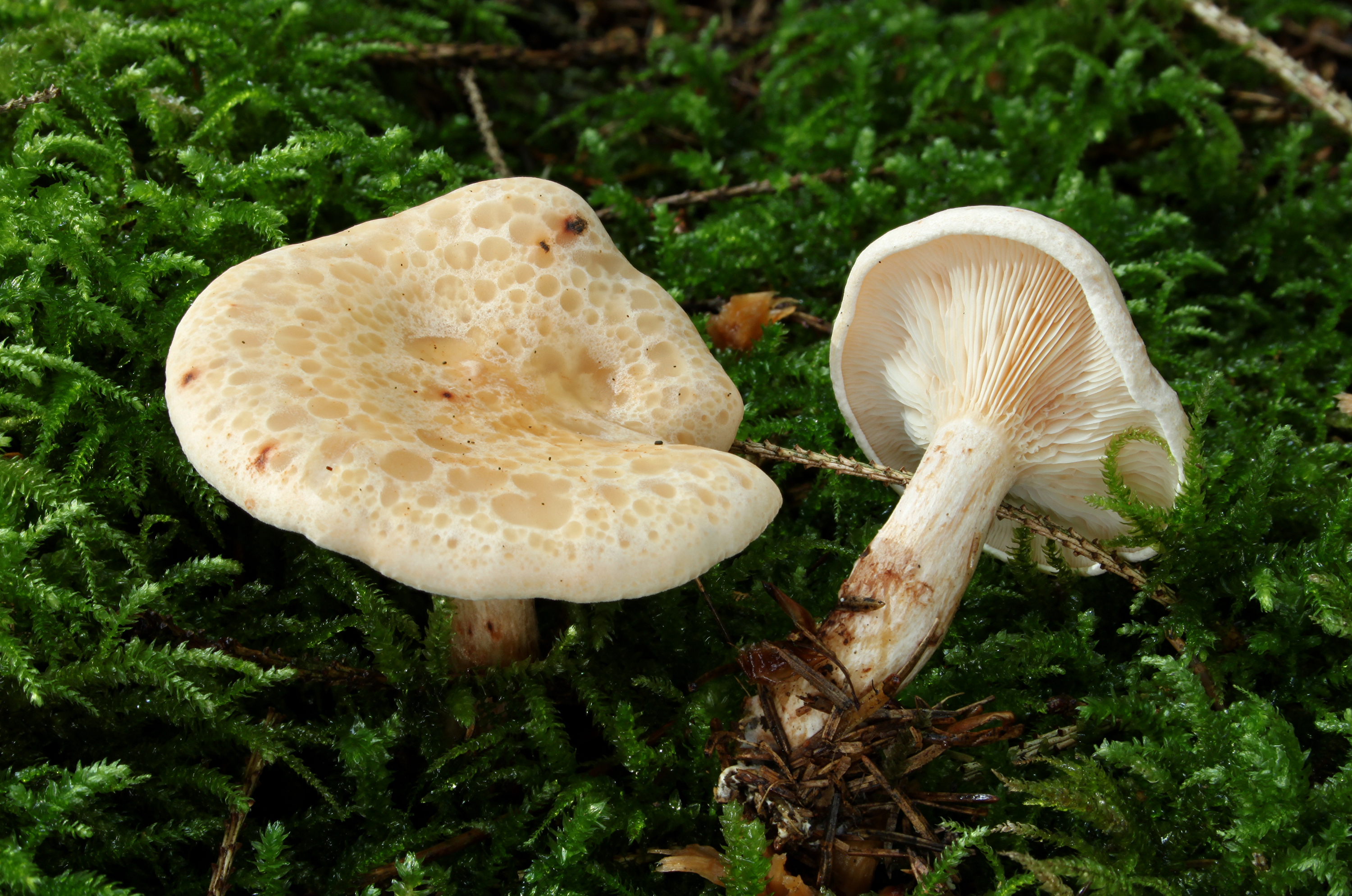
Lepista gilva
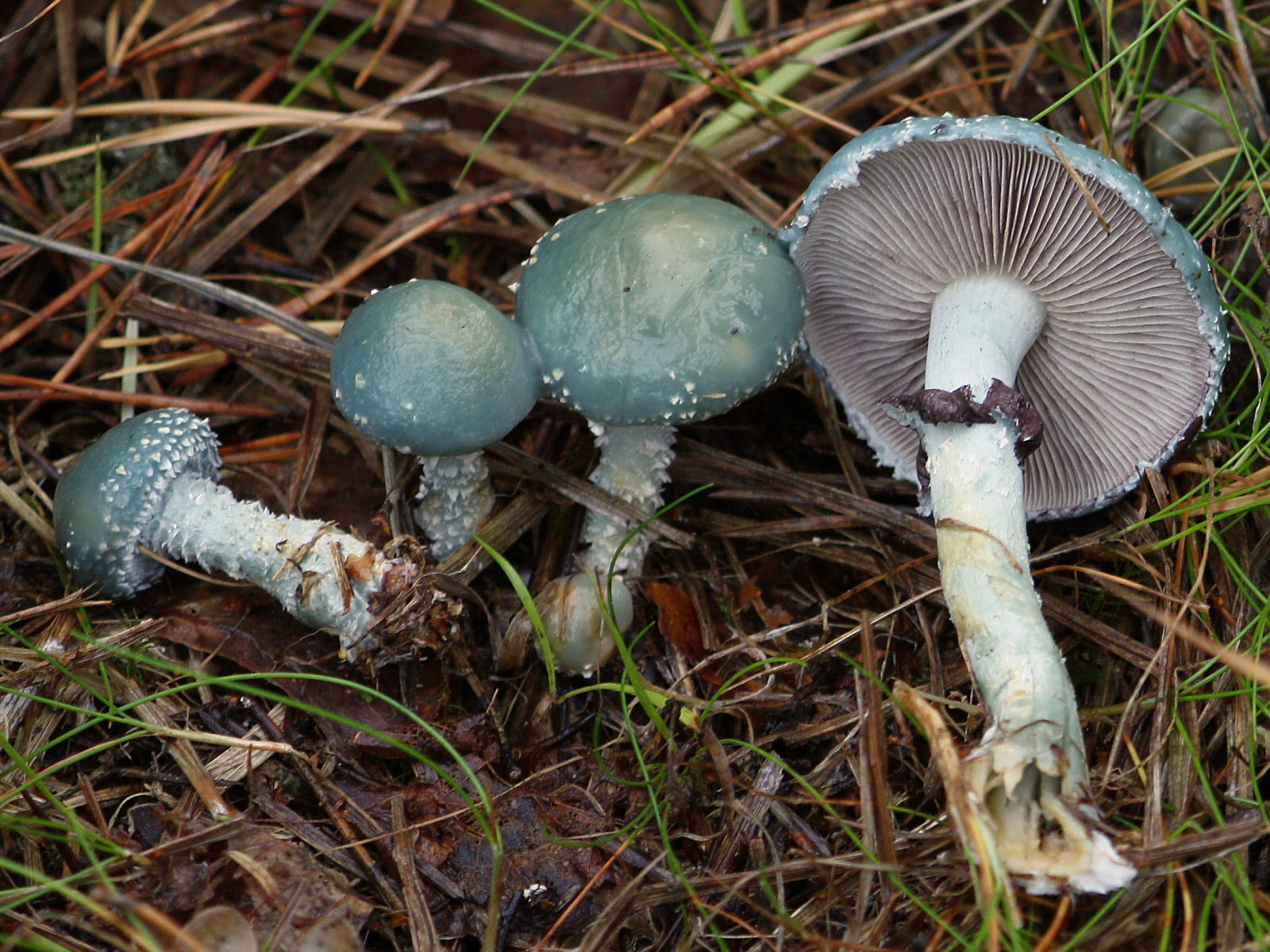
Stropharia aeruginosa
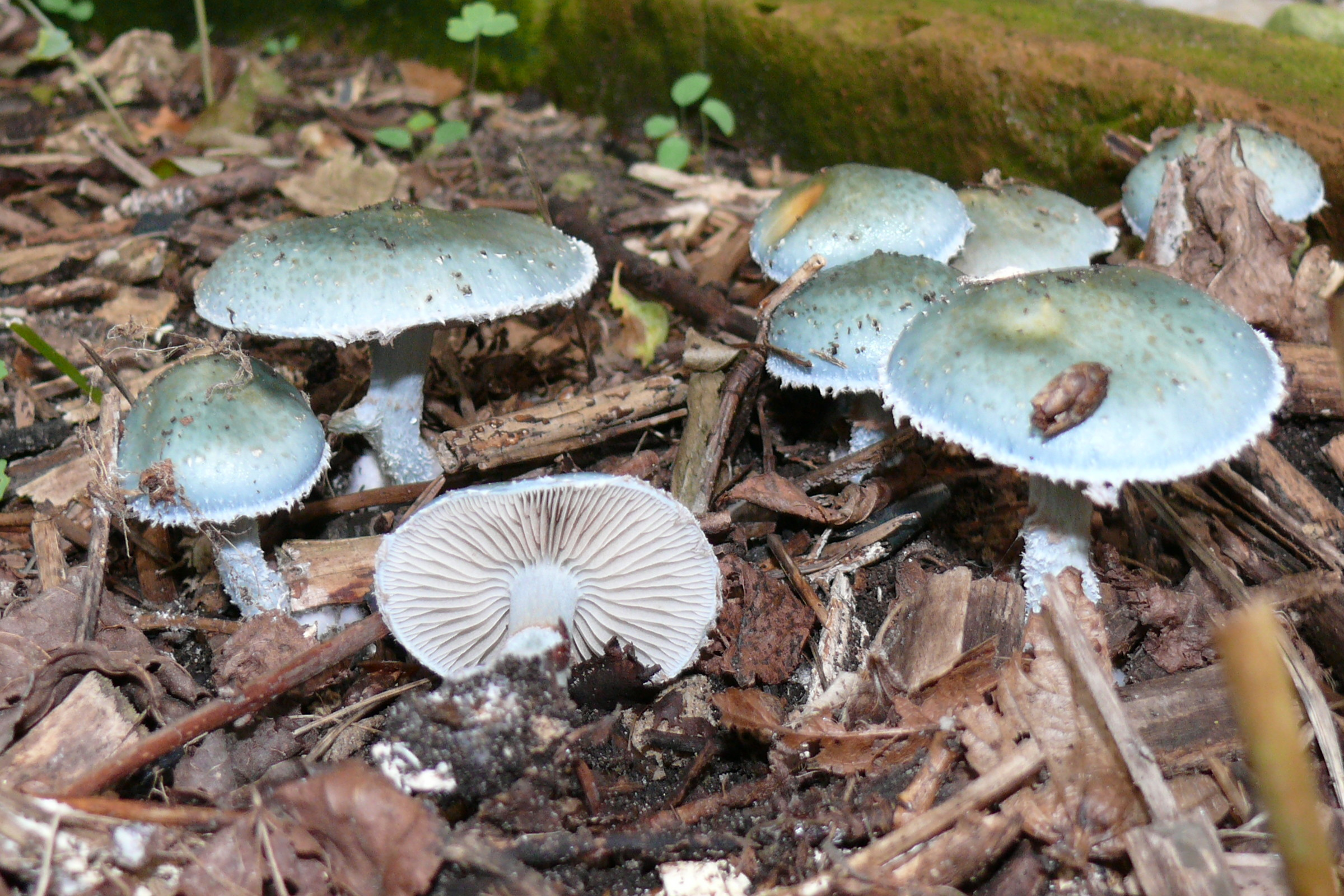
Stropharia caerulea

## Valorificare
Anasonul cenușăresei este o ciupercă parfumată și mirosul rămâne parțial după pregătire. Astfel se indică consumul împreună cu alte ciuperci. După uscare își pierde mirosul.